# 板垣 (小惑星)
板垣（14551 Itagaki）は、小惑星帯にある小惑星である。1997年10月22日、山形県南陽市のアマチュア天文家大國富丸によって発見された。

## 命名
コメットハンター、超新星ハンターとして著名な山形県在住のアマチュア天文家板垣公一を記念して命名された。